# ISO 3166-2:SC
Die Liste der ISO-3166-2-Codes für  Seychellen enthält die Codes für die 27 Verwaltungsbezirke der Seychellen.

Die Codes bestehen aus zwei Teilen, die durch einen Bindestrich voneinander getrennt sind. Der erste Teil gibt den Landescode gemäß ISO 3166-1 (für  Seychellen SC), der zweite den Code für den Verwaltungsbezirk wieder.
Die aktuellen Codes stehen auf der Seite der ISO unter #iso:code:3166:SC zur Verfügung.

La Rivière Anglaise ist offiziell nur noch unter dem englischen Namen English River in Gebrauch. Die Bezirke Grand’ Anse auf Mahé und Praslin werden offiziell ohne Apostroph geschrieben, ebenso entfällt der accent aigu bei Anse Étoile. Der Bezirk Bel Ombre wird gelegentlich auch in offiziellen Dokumenten Belombre geschrieben.
Die dünn besiedelten Outer Islands, die zu keinem der Bezirke gehören, haben keinen ISO 3166-2-Code.

Verwaltungsbezirke der Seychellen

| Verwaltungsbezirk                   | Code  |
| ----------------------------------- | ----- |
| Anse aux Pins                       | SC-01 |
| Anse Boileau                        | SC-02 |
| Anse Étoile                         | SC-03 |
| Au Cap (Anse Louis)                 | SC-04 |
| Anse Royale                         | SC-05 |
| Baie Lazare                         | SC-06 |
| Baie Sainte Anne                    | SC-07 |
| Beau Vallon                         | SC-08 |
| Bel Air                             | SC-09 |
| Bel Ombre                           | SC-10 |
| Cascade                             | SC-11 |
| Glacis                              | SC-12 |
| Grand Anse (Mahé)                   | SC-13 |
| Grand Anse (Praslin)                | SC-14 |
| La Digue and Inner Islands          | SC-15 |
| English River (La Rivière Anglaise) | SC-16 |
| Mont Buxton                         | SC-17 |
| Mont Fleuri                         | SC-18 |
| Plaisance                           | SC-19 |
| Pointe La Rue                       | SC-20 |
| Port Glaud                          | SC-21 |
| Saint Louis                         | SC-22 |
| Takamaka                            | SC-23 |
| Les Mamelles                        | SC-24 |
| Roche Caïman                        | SC-25 |
| Île Persévérance I                  | SC-26 |
| Île Persévérance II                 | SC-27 |